# Ніколаєв Олексій Володимирович
Олексій Володимирович Ніколаєв (узб. Aleksey Vladimirovich Nikolayev / рос. Алексей Владимирович Николаев; нар. 5 вересня 1979, Воронеж, РРФСР) — узбецький та російський футболіст, захисник.

## Клубна кар'єра
Народився у російському місті Воронеж, але футболом розпочав займатися в узбецьких клубах «Кизилкум» та «Металург» (Бекабад). У 2000 році повернувся до «Кизилкума». У 2002 році допоміг команді завоювати бронзові медалі чемпіонату Узбекистану. У 2003 році перейшов до «Пахтакору». У 2003—2005 році разом з командою вигравав національний чемпіонат та кубок.
На початку 2006 року перебрався до російського «Шинника». У складі клубу провів 2 поєдинки в чемпіонаті, а через півроку опинився в казахстанському «Актобе». У 2007 році разом з командою виграв чемпіонат Казахстану.
У 2008 році повернувся до Узбекистану, де підсилив столичний «Буньодкор», з яким виграв національний чемпіонат та кубок країни. У 2009 році виступав за китайський «Шеньчжень Рубі», а 2010 року — за самаркандське «Динамо».

## Кар'єра в збірній
У футболці національної збірної Узбекистану дебютував 14 травня 2002 року в програному (1:4) товариському матчі проти Словаччини. У 2004 році викликаний до табору національної збірної для участі в Кубку Азії. На вище вказаному турнірі зіграв у 3-х поєдинках: проти Іраку (1:0, отримав червону картку), проти Туркменістану (1:0) та в чвертьфіналі проти Бахрейну (1:1, по пенальті 3:4). У 2007 році знову отримав виклик до табору національної збірної для участі в Кубку Азії, але на вище вказаному турнірі не зіграв жодного матчу. Загалом з 2002 по 2008 рік зіграв за національну збірну 42 матчі.

## Статистика виступів

### Клубна
| Сезон | Клуб                  | Країна     | Змагання                | Матчі | Голи |
| ----- | --------------------- | ---------- | ----------------------- | ----- | ---- |
| 2000  | «Кизилкум» (Зарафшон) | Узбекистан | Суперліга Узбекистану   | 35    | 3    |
| 2001  | «Кизилкум» (Зарафшон) | Узбекистан | Суперліга Узбекистану   | 32    | 7    |
| 2002  | «Кизилкум» (Зарафшон) | Узбекистан | Суперліга Узбекистану   | 29    | 4    |
| 2003  | «Пахтакор» (Ташкент)  | Узбекистан | Суперліга Узбекистану   | 27    | 1    |
| 2004  | «Пахтакор» (Ташкент)  | Узбекистан | Суперліга Узбекистану   | 23    | 0    |
| 2005  | «Пахтакор» (Ташкент)  | Узбекистан | Суперліга Узбекистану   | 22    | 2    |
| 2006  | «Шинник» (Ярославль)  | Росія      | Прем'єр-ліга Росії      | 2     | 0    |
| 2006  | «Актобе»              | Казахстан  | Прем'єр-ліга Казахстану | 11    | 1    |
| 2007  | «Актобе»              | Казахстан  | Прем'єр-ліга Казахстану | 20    | 2    |
| 2008  | «Буньодкор» (Ташкент) | Узбекистан | Суперліга Узбекистану   | 25    | 0    |
| 2009  | «Шеньчжень Рубі»      | Китай      | Китайська Суперліга     | 26    | 0    |
| 2010  | «Динамо» (Самарканд)  | Узбекистан | Суперліга Узбекистану   | 24    | 1    |

## Досягнення
«Пахтакор»
- Суперліга Узбекистану
  -  Чемпіон (3): 2003, 2004, 2005

- Кубок Узбекистану
  -  Володар (3): 2003, 2004, 2005

- Ліга чемпіонів АФК
  - 1/2 фіналу (2): 2002/03, 2004

«Актобе»
- Прем'єр-ліга Казахстану
  -  Чемпіон (1): 2007
  -  Срібний призер (1): 2006

«Буньодкор»
- Суперліга Узбекистану
  -  Чемпіон (1): 2008

- Кубок Узбекистану
  -  Володар (1): 2008